# 普利茅斯殖民地
普利茅斯殖民地（英語：Plymouth Colony），又稱新普利茅斯或普利茅斯灣殖民地，是英國1620年至1691年間在北美的殖民地。拓墾者在普利茅斯殖民地的第一個定居點是先前由約翰·史密斯上尉勘測、命名的新普利茅斯，即今日麻薩諸塞州普利茅斯。它後來成為殖民首都，全盛時期幾乎佔領了現今麻薩諸塞州東南部的所有土地。
普利茅斯殖民地由一群分離主義者和英國國教徒，即後來合稱的清教徒前輩移民所興建，和維吉尼亞州詹姆斯鎮一樣，都屬英國在北美洲最早成功建立的殖民地，也是新英格蘭規模最大、歷史最悠久的英國拓墾地。在帕圖西特族的印第安人史廣多的幫助下，殖民者和酋長馬薩索德順利定下契約，才確保了殖民地的建立。普利茅斯殖民地在菲利普國王戰爭（最早的北美印第安戰爭之一）扮演了核心角色。殖民地最終在1691年被麻薩諸塞灣殖民地併吞。

## 历史背景
1517年，马丁·路德提出了《九十五条论纲》，宗教改革开始席卷欧洲。1534年，英国国王亨利八世和教皇决裂，开创了英国国教。此后，英国国内产生了不少的“宗教难民”，其中很多备受排挤的清教徒（Puritan）等准备离开英国，前往新大陆谋生。这些人被称为朝圣先辈（Pilgrims）。其中，有一艘船名叫五月花号，于1621年抵达了北美大陆的一个小海湾（今波士顿一带），船上的朝圣者们签订了《五月花号公约》，建起普利茅斯殖民地。